# Ngựa nước kiệu Pháp

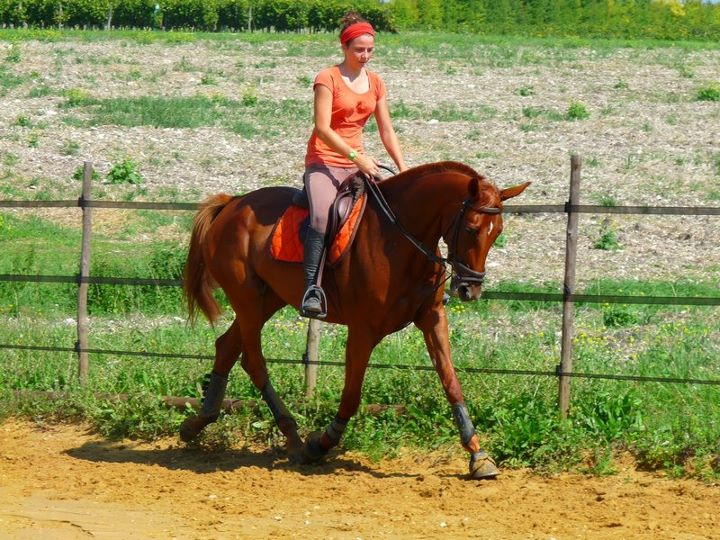
Một con ngựa nước kiệu Pháp

Ngựa nước kiệu Pháp (French Trotter) là một giống ngựa xuất xứ từ Normandy, Pháp, được phát triển trong thế kỷ 19 từ ngựa Norman với việc bổ sung một số dòng máu của ngựa Anh thuần chủng và ngựa nước kiệu Norfolk. Sau thất bại của Napoleon Bonaparte tại Waterloo năm 1815, các nhà lai tạo Normandy thị trường khôn ngoan bắt đầu sử dụng phổ biến. 

## Đặc điểm
Ngựa ở Pháp đầu tiên bắt đầu được lai tạo chọn lọc cho việc chạy nước kiệu trong những cuộc đua vào đầu đến giữa những năm 1800. Ngựa nước kiệu Pháp phát triển chủ yếu từ ngựa Norman được lai với ngựa Anh thuần chủng, Norfolk Roadster, và một số con ngựa giống tiêu chuẩn (Standardbred) Mỹ. Các con ngựa nước kiệu Pháp đôi khi được gọi là một con ngựa nước kiệu Norman, do ảnh hưởng của ngựa Norman cổ xưa là nền tảng cho sự phát triển của loài này. Không có tiêu chuẩn giống cho Trotter Pháp. Nó khi đứng cao đến 1,55-1,75 mét ở hai bả vai và nặng tới 650 kg 500 (1.100 đến £ 1430) Nó có thể là bất kỳ màu đậm thường là hạt dẻ (hồng tía), đạm hoặc nâu.
Chúng có cái đầu là khá nặng và thô hơn so với hiện nay, mang một sự tương đồng lớn với tổ tiên Normandy, nhưng dòng máu Thoroughbred đã tinh chế rất nhiều những ảnh hưởng đáng kể đầu về sự phát triển của giống này là do con ngựa đực trẻ năm 1811 cá thể đã được lai tạo bởi các con ngựa Thoroughbred. Vai chúng thường khá tròn, các khu cực kỳ cơ bắp trở lại rộng lớn và mạnh mẽ, với. Các chân phù hợp, mạnh mẽ và cơ bắp với khớp tốt, cứng, xương dày đặc và móng guốc cứng cáp.Cuối cùng năm dòng chạy nước kiệu ấn tượng đã được thành lập bởi các con đực giống của ngựa Conquerant, Lavater, Normand, Phaeton, và Fuchsia. Mặc dù đã có di truyền của Standardbred, Trotter Pháp vẫn duy trì được dáng đi chạy nước kiệu (đường chéo hai nhịp) từ dòng chạy nước kiệu của Standardbred.

## Lịch sử
Sau khi phong tỏa giao dịch lục địa đã được nâng lên, sau thất bại của Napoleon Bonaparte tại trận Waterloo vào năm 1815, các nhà lai tạo thị trường Normandy khôn ngoan bắt đầu sử dụng, tất cả các mục đích từ những con ngựa cổ Norman phổ biến nhưng khó là một nền tảng cho chăn nuôi ngựa cho quân đội sử dụng chung, cả hai mục đích là để cưỡi và ngựa kéo nhẹ, và sau đó, ngày càng phục vụ cho mục đích để sản xuất ngựa chuyên ngành của cả hai loại. Được hỗ trợ bởi Cục trang trại ngựa giống Quốc gia, họ nhập khẩu ngựa Thuần Chủng từ Anh và cũng quan trọng trong bối cảnh của những con ngựa chạy nước kiệu, tiếng Anh nửa tạo hoặc ngựa giống, mà sau đó đã được biết đến ở Pháp. Họ cũng nhập khẩu các dòng Norfolk Roadster các Trotter lớn và khai thác trên toàn châu Âu. Như vậy, máu lai đã được thêm vào cho Trotter tốc độ nhanh hơn trong khi duy trì chạy nước kiệu dáng đặc trưng. Năm 1937, để bảo vệ phẩm chất của giống này, mà bây giờ có thể đánh bại các con ngựa khác mang đẳng cấp thế giới, những ống dẫn tinh Pháp Trotter đóng cửa để ngựa nuôi không phải từ Pháp. Gần đây, tuy nhiên, nó đã được một phần mở để cho phép trong một vài trường hợp để lai tạp giữa ngựa Anh và ngựa Pháp.